# Alto cargo
Un alto cargo (también conocido como alto funcionario o personal de alta dirección) puede referirse a un empleo de elevada responsabilidad o a la persona que lo desempeña.

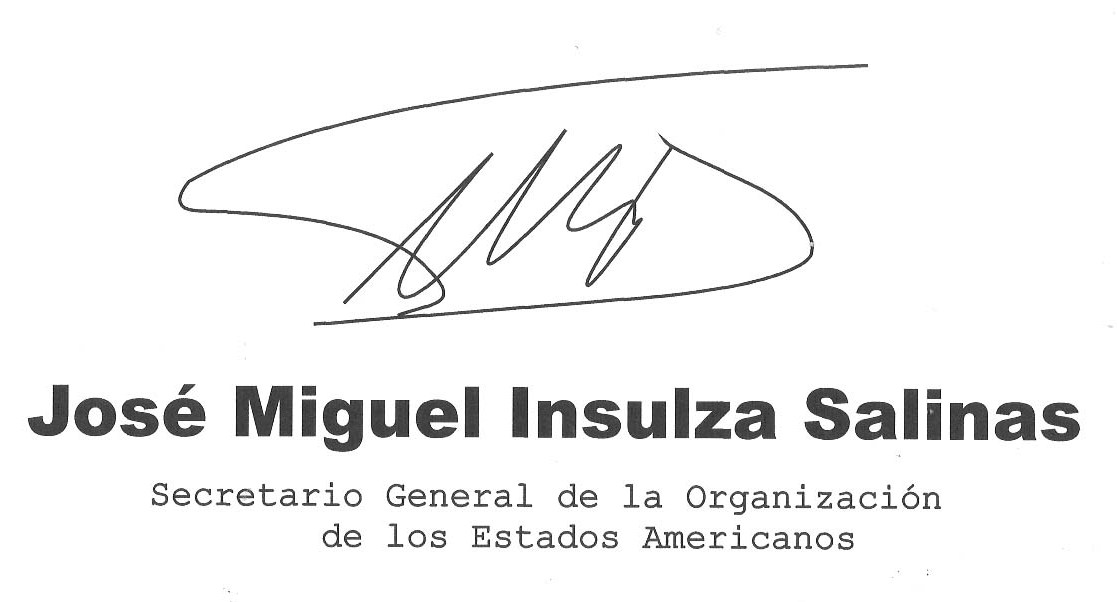
Firma de José Miguel Insulza en el máximo cargo de la Organización de Estados Americanos (OEA)

Es una persona que ocupa un cargo de elevada responsabilidad (mandato) en una organización o gobierno y participa en el ejercicio del poder (ya sea la suya o la de su superior o el empleador, público o privado legalmente). Una persona que actualmente ocupa un cargo se conoce como un incumbent en inglés.
En España, el artículo 1.2 del Real Decreto 1382/1985 define al personal de alta dirección como:

Se considera personal de alta dirección a aquellos trabajadores que ejercitan poderes inherentes a la titularidad jurídica de la empresa, y relativos a los objetivos generales de la misma, con autonomía y plena responsabilidad solo limitadas por los criterios e instrucciones directas emanadas de la persona o de los órganos superiores de gobierno y administración de la entidad que respectivamente ocupe aquella titularidad.
artículo 1.2 del RD1382/1985

## España
A los efectos de la Ley 3/2015, de 30 de marzo, reguladora del ejercicio del alto cargo de la Administración General del Estado se consideran como altos cargos:
- Los miembros del Gobierno: presidente, vicepresidentes y ministros.
- Los secretarios de Estado.
- Los subsecretarios y asimilados; los secretarios generales; los delegados del Gobierno en las comunidades autónomas, en Ceuta y Melilla; los delegados del Gobierno en entidades de derecho público; y los jefes de misión diplomática permanente; así como los jefes de representación permanente ante organizaciones internacionales.
- Los secretarios generales técnicos, directores generales de la Administración General del Estado y asimilados.
- Los presidentes, los vicepresidentes, los directores generales, los directores ejecutivos y asimilados en entidades del sector público estatal, administrativo, fundacional o empresarial, vinculadas o dependientes de la Administración General del Estado que tengan la condición de máximos responsables y cuyo nombramiento se efectúe por decisión del Consejo de Ministros o por sus propios órganos de gobierno y, en todo caso, los presidentes y directores con rango de director general de las Entidades Gestoras y Servicios Comunes de la Seguridad Social; los presidentes y directores de las Agencias Estatales, los presidentes y directores de las Autoridades Portuarias y el presidente y el secretario general del Consejo Económico y Social.
- El presidente, el vicepresidente y el resto de los miembros del Consejo de la Comisión Nacional de los Mercados y la Competencia, el presidente del Consejo de Transparencia y Buen Gobierno, el presidente de la Autoridad Independiente de Responsabilidad Fiscal, el presidente, vicepresidente y los vocales del Consejo de la Comisión Nacional del Mercado de Valores, el presidente, los consejeros y el secretario general del Consejo de Seguridad Nuclear, así como el presidente y los miembros de los órganos rectores de cualquier otro organismo regulador o de supervisión.
- Los directores, directores ejecutivos, secretarios generales o equivalentes de los organismos reguladores y de supervisión.
- Los titulares de cualquier otro puesto de trabajo en el sector público estatal, cualquiera que sea su denominación, cuyo nombramiento se efectúe por el Consejo de Ministros, con excepción de aquellos que tengan la consideración de subdirectores generales y asimilados.